# Надточаївська сільська рада
Надточа́ївська сільська́ ра́да — адміністративно-територіальна одиниця та орган місцевого самоврядування у Шполянському районі Черкаської області. Адміністративний центр — село Надточаївка.

## Загальні відомості
- Населення ради: 724 особи (станом на 2001 рік)

## Населені пункти
Сільській раді підпорядковані населені пункти:
- с. Надточаївка

## Склад ради
Рада складається з 14 депутатів та голови.
- Голова ради: Шевченко Микола Анатолійович
- Секретар ради: Кишінько Надія Іванівна

### Керівний склад попередніх скликань
| Прізвище, ім'я, по батькові  | Основні відомості                                                                     | Дата обрання | Дата звільнення |
| ---------------------------- | ------------------------------------------------------------------------------------- | ------------ | --------------- |
| Прус Федір Олексійович       | Сільський голова, 1964 року народження, освіта середня загальна                       | 26.03.2006   | 31.10.2010      |
| Прус Федір Олексійович       | Сільський голова, 1964 року народження, освіта середня загальна, член Партії регіонів | 31.10.2010   | 01.10.2013      |
| Шевченко Микола Анатолійович | Сільський голова, 1986 року народження, освіта вища, безпартійний                     | 25.05.2014   |                 |

Примітка: таблиця складена за даними сайту Верховної Ради України

### Депутати
За результатами місцевих виборів 2010 року депутатами ради стали:

#### За суб'єктами висування
| Суб'єкт висування             | Кількість обраних депутатів | %    |
| ----------------------------- | --------------------------- | ---- |
| Партія регіонів               | 8                           | 57,1 |
| Самовисування                 | 5                           | 35,7 |
| Політична партія «Фронт Змін» | 1                           | 7,1  |

#### За округами
| № округу                      | Прізвище, ім'я, по батькові       | Дата визнання обраним | Освіта             | Партійна приналежність                | Відомості про обраного депутата                            |
| ----------------------------- | --------------------------------- | --------------------- | ------------------ | ------------------------------------- | ---------------------------------------------------------- |
| Партія регіонів               |                                   |                       |                    |                                       |                                                            |
| 1                             | Шевченко Анатолій Михайлович      | 01.11.2010            | середня спеціальна | член Партії регіонів                  | приватний підприємець                                      |
| 3                             | Маскиса Володимир Олександрович   | 01.11.2010            | середня спеціальна | член Партії регіонів                  | приватний підприємець                                      |
| 4                             | Березенко Валентина Володимирівна | 01.11.2010            | середня спеціальна | член Партії регіонів                  | Сільська рада, землевпорядник                              |
| 5                             | Кишінько Надія Іванівна           | 01.11.2010            | середня спеціальна | член Партії регіонів                  | Сільська рада, секретар                                    |
| 6                             | Савіовська Тамара Анатоліївна     | 01.11.2010            | вища               | член Партії регіонів                  | фермерське господарство, директор                          |
| 9                             | Мошенець Любов Федорівна          | 01.11.2010            | середня спеціальна | член Партії регіонів                  | Навчально-виховний комплекс, техпрацівник                  |
| 10                            | Кузьменко Олег Петрович           | 01.11.2010            | середня спеціальна | член Партії регіонів                  | приватний підприємець                                      |
| 12                            | Вовк Ніна Миколаївна              | 01.11.2010            | середня спеціальна | член Партії регіонів                  | фельдшерсько-акушерський пункт, молодша медична сестра     |
| Політична партія «Фронт Змін» |                                   |                       |                    |                                       |                                                            |
| 13                            | Шубіна Валентина Петрівна         | 01.11.2010            | середня            | член Політичної партії «Фронт Змін»   | тимчасово не працює                                        |
| Самовисування                 |                                   |                       |                    |                                       |                                                            |
| 2                             | Солодка Галина Віталіївна         | 01.11.2010            | вища               | позапартійна                          | Навчально-виховний комплекс, вчитель                       |
| 7                             | Кушнір Тамара Андріївна           | 02.01.2010            | середня спеціальна | член Партії регіонів                  | Надточаївська сільська рада, касир                         |
| 8                             | Пижик Ольга Петрівна              | 01.11.2010            | середня спеціальна | член Партії регіонів                  | Навчально-виховний комплекс, техпрацівник                  |
| 11                            | Шевченко Жанна Іванівна           | 02.01.2011            | середня спеціальна | член Політичної партії «Наша Україна» | Надточаївський фельдшерсько-акушерський пункт, завідувачка |
| 14                            | Говрас Володимир Олександрович    | 01.11.2010            | середня            | позапартійний                         | тимчасово не працює                                        |